# 柳仲礼
柳仲禮（？—6世纪），小名申子，河东解县（今山西运城西南）人，南朝梁将领、官员。柳庆远孙，柳津子。

## 生平

### 早期仕途
柳仲礼勇力兼人，少有胆气，身长八尺，眉目疏朗。早年随父柳津輔佐晋安王萧纲镇守雍州，以著作佐郎入仕，后升迁为电威将军，阳泉县侯。中大通五年（533年）十二月，北魏荆州刺史贺拔胜攻打雍州，逼迫樊、邓，梁武帝子雍州刺史庐陵王萧续屡战屡败，冯翊、安定、沔阳、酂城相继失守。萧续派柳仲礼于谷城拒守，贺拔胜未能攻克，柳仲礼出击击败贺拔胜，贺拔胜班师。大同元年（535年）十一月，武帝侄雍州刺史衡山县侯萧恭派柳仲礼攻打荆州，被刺史王元轨于牛饮击破，部将张殖、王世兴被斩。除授黄门郎，任竟陵太守，为王僧辩所代任后，改任南兖州、司州二州刺史。梁武帝想看他，派画工为他画像。

### 勤王无功
太清二年（548年）八月侯景之亂時，柳仲礼预知侯景要作乱，屡次请求以精兵三万讨伐，不获准。武帝下诏以柳仲礼为西道都督，与南道都督合州刺史皇侄鄱阳王萧范、北道都督北徐州刺史皇侄封山侯萧正表、东道都督西豫州刺史裴之高一同从历阳渡河讨伐侯景。侯景渡江后，朝野都希望柳仲礼能勤王。十二月，柳仲礼率步骑万余人和表兄前衡州刺史韦粲、宣猛将军高州刺史李迁仕、前司州刺史羊鸦仁、南陵太守陈文彻一同率军勤王。柳仲礼出兵后，竟陵郡守孙暠举郡归附西魏。
柳仲礼到横江，裴之高派船舸二百余艘迎接，韦粲送上粮食武器，散发自己的财帛赏赐将士，众军一起在青塘立营，据建兴苑。因为柳仲礼手握雍州、司州精兵，在韦粲建议下，众军共推柳仲禮為大都督，協調諸軍行動。裴之高自认为年长位高，不服，韦粲大声说：“推举柳司州是因为他久捍边疆，先前为侯景所忌惮，且他的士马最为精锐，如果要论位置和年龄，我韦粲也在他之上，今日的形势，贵在诸将团结，若人心不同则大事不济，裴公是朝廷旧臣，年长有德，怎能挟私情阻碍大计？韦粲请求为诸君解释。”指责裴之高，并说裴之高如果一定要持异议，自己就先攻打裴之高。于是裴之高哭泣谢罪，也同意推举柳仲礼。侯景害怕柳仲礼，柳仲礼也自以为天下英雄非自己莫属。
柳仲礼到新亭时，侯景军列阵于中兴寺。侯景率步骑万人在后渚挑战，柳仲礼想出击，韦粲说：“天晚了，我军劳顿，不可战。”于是柳仲礼坚守不出，相持到晚上，侯景军也回营。太清三年（549年）正月，柳仲礼率众占据南岸，入韦粲大营，分兵准备白天的战斗，让诸将各自驻守，他安排自己屯兵硃雀航南，裴之高屯南苑，韦粲屯兵青塘，陈文彻、李孝钦屯丹阳郡，鄱阳世子萧嗣屯小航南，都沿着淮河建造营寨。兵败藏匿民间的宁远将军王质也收集余众加入。青塘地处石头中路，韦粲担心还没立好营寨，叛军必定来争，很害怕，对柳仲礼说自己没有御侮之才，只想以身殉国，要柳仲礼好好布置。柳仲礼说：“在青塘立栅迫近淮渚，想保证粮储船只能够停泊，这是大事，非兄不可。如果怀疑兵少，我会再派军相助。”于是派直阁将军刘叔胤的军队协助韦粲，率所部水陆并进，移营到大桁。天亮后，侯景在高处看见韦粲的营寨没有立好，就袭杀韦粲。柳仲礼正在吃饭，得知韦粲兵败，扔下筷子，不及披甲就率七十骑前去救援，与侯景交战，斩首数百，投水死者千余人，他更是几乎亲手刺中侯景，却被侯景部将支化仁从后砍伤肩膀而未果，身受重伤，马陷入泥沼，为骑将郭山石所救得免，被会稽人惠珔吸疮止血才没有死。侯景从此不敢渡河，但柳仲礼也从此意志消沉且避战。武帝子郢州刺史邵陵王萧纶收集散卒，与萧纲子东扬州刺史临城公萧大连、新淦公萧大成等从东道来会师，列营于桁南，也都推柳仲礼为大都督。
二月，柳仲礼被任为侍中、尚书右仆射。他神情傲慢，凌辱各位将帅。萧纶每天拿着鞭子（部将见统帅的礼节）来军门督促出战，柳仲礼不和他相见，萧纶因此忿叹，二人因此结怨。柳仲礼聚集妓妾飲酒尋樂，骚扰百姓，侮辱王妃公主。即使被建康城中的父亲柳津责骂“你的君父正在受难，你却不能尽心竭力，百世之后会怎么说你”，他也谈笑自若。后来他与萧大连也不合。从此他闭营不战，众军每天坚请，他都拒绝。武帝兄孙南安侯超武将军萧骏说：“京城危急如此，都督却不作处分，如失守，有何面目以见天下义士。”柳仲礼无言以对。萧骏又劝说萧纶：既然都督不救，不如分军为三道，出敌不意攻敌。但萧纶不从。勤王大军刚在北岸聚集时，号称百万，百姓扶老携幼以等候之，但勤王大军才过淮河就竞相劫掠，夺取金银，彼此列营，互相猜忌，不仅萧纶和柳仲礼不合，萧大连和萧纶子永安侯萧确也不合，于是兵无战心，叛军中想脱身的人闻讯也中止了想法。梁武帝问柳津对策，柳津说：“陛下有邵陵，臣有仲礼，不忠不孝，贼何由可平。”
《典略》记载柳仲礼族兄柳晖建议他闭门不战，等侯景囚禁武帝，再击破侯景，挟天子以令诸侯。北宋史学家司马光认为不可信，柳仲礼不出战只是因为重伤惧怕，一旦京城失守，人心已去，援军自然解体，柳仲礼不可能再率其打败侯景。《典略》《太清纪》《南史》载侯景曾登朱雀楼与柳仲礼说话，送他金环，从此柳仲礼闭营不战。司马光认为这近乎污蔑，在作《资治通鉴》时也没有采用。

### 投降侯景
侯景因为缺粮，诈称与武帝讲和以为缓兵之计，因而得到粮食，武帝也下诏让其他诸侯的勤王军队班师。侯景知道勤王大军号令不一，不能勤王，皇子湘东王荆州刺史萧绎又已经撤军，就于三月背盟攻打建康，羊鸦仁、柳仲礼、萧嗣进军于东府城北，未及扎营就被侯景将宋子仙所败，战死者的首级被送到阙下。侯景攻破建康，以梁武帝名义解散勤王援军，柳仲礼召集诸将商议，萧纶说全凭将军做主，柳仲礼看着他却不回答。裴之高、王僧辩都指责柳仲礼拥兵百万却导致京城沦陷，应该全力决战，柳仲礼不回答，解散军队，各地军队都回到本镇，柳仲礼与弟弟柳敬礼、羊鸦仁、王僧辩、赵伯超都投降侯景，令原本有心力战以救京城的士兵们叹愤。柳仲礼等入城，都先拜侯景再见武帝，武帝不和他说话，柳津也痛哭流涕说：“你不是我儿子，何劳相见！”
侯景自任为大丞相，六月，以柳仲礼为使持节、大都督，隶属于自己，参与戎事。
后来侯景留下柳敬礼、羊鸦仁，而遣柳仲礼、王僧辩回归原本职位，在后渚为柳仲礼饯行，抓着柳仲礼的手说：“天下之事在将军耳。郢州、巴西并以相付。”留用柳敬礼为护军将军，作为人质。柳敬礼秘密对柳仲礼说：“侯景今日来会，敬礼抱住他，兄长便可杀他，虽死无恨。”柳仲礼壮其言，答应了。酒席之间，柳敬礼目视柳仲礼，柳仲礼见守卫森严，不敢动，于是不果。后来柳敬礼谋害侯景事泄遇害，临死说：“我兄是个老婢，国败家亡，实在是我的责任，今日就死，难道不是天意吗。”
十二月，始兴太守陈霸先起兵讨伐侯景，广州刺史萧勃就举柳仲礼有兵马精锐强壮的十万援军仍然不能打败侯景的例子劝阻，未果。

### 兵败客死
大宝元年（550年）正月，柳仲礼到江陵，正逢萧绎被侄子雍州刺史岳阳王萧詧攻打，萧绎用柳仲礼为雍州刺史，出镇竟陵（今湖北钟祥），命他攻打萧詧的治所襄阳。柳仲礼坐观成败，没有发兵。南阳太守杜𪩘也被萧詧攻打，其弟杜岸求救，柳仲礼就以别将夏侯强爲司州刺史，守义阳，亲自率众到安陆，安陆太守沈勰投降。柳仲礼派司马康昭去竟陵讨伐孙暠，孙暠抓住西魏派来镇守的大都督符贵及戍卒投降。随行的中庶子刘孝威在安陆染病去世。
柳仲礼命其将王叔孙爲竟陵太守，与孙暠一同守城；将自己的妻儿安置在安陆，以长史、副军将军马岫爲安陆太守，与弟子礼一同守城；以轻兵屯漴头，自率步骑一万将要攻打襄阳。萧詧害怕，派妻子王氏、世子萧嶚为人质，告急于西魏，西魏权臣宇文泰怒孙暠之叛，命车骑大将军泉仲遵率乡兵随開府儀同三司杨忠征讨柳仲礼。梁朝随郡守桓和拒守不降。杨忠对诸将说是奉命来攻打柳仲礼，不是攻打随郡，一旦攻打只会让军队疲倦，如果先打败柳仲礼，则桓和可不攻自服。泉仲遵反对，说即使擒获柳仲礼，桓和也未必投降，如果不能擒获柳仲礼，桓和又帮助他，首尾受敌，军队就陷于险境，只有先迅速攻灭桓和才没有后顾之忧。杨忠从之，于是泉仲遵与车骑大将军崔谦破随郡，生擒桓和。西魏军所经过的城池望风归附。东魏也派金门郡公潘乐等率兵五万袭击司州，夏侯强投降，淮南被东魏所得。
楊忠包围安陆，柳仲礼得知随郡失守，担心安陆也失守，就疾驰回救。西魏诸将担心柳仲礼到了，安陆就难以攻克，请求急攻。杨忠说安陆不能迅速攻克，不可腹背受敌，南军善于水战，不善野战，柳仲礼已在近路，他的军队懈怠而我军振奋，以奇兵袭之则一举必克，安陆可不攻自破，诸城可传檄而定。于是杨忠选骑二千，衔枚夜进，與荆州刺史权景宣、行台僕射長孫儉、崔谦、泉仲遵一同在漴頭遭遇柳仲禮，杨忠亲自陷阵，柳仲禮、柳子禮及其部众太常丞、中军长史许奭等都被俘，執送至长安。马岫以安陆投降，王叔孙杀了孙暠以竟陵投降，安陆、随郡等汉东地区尽入西魏之手，萧詧获救。萧绎得知柳仲礼被擒，害怕，派儿子萧方略入西魏朝见，写信请求西魏以石城为界，梁以安陆为界。
宇文泰待柳仲礼以客礼。宇文泰下令对南郑屠城，新降魏的蜀郡太守刘璠哭着坚持劝阻，不肯退下。柳仲礼在宇文泰身侧侍立，说：“这是烈士。”宇文泰说：“侍奉他人当如此。”于是收回屠城命令。
先前杨忠对待柳仲礼也很好，但柳仲礼却向宇文泰诬陷杨忠大肆掠取金银财宝。宇文泰念杨忠有功，仅将其外放。杨忠后悔没有杀柳仲礼，并且因此在后来作战时将俘获的萧纶等人都杀了。
后来陈霸先成为使持节、都督会稽东阳新安临海永嘉五郡诸军事、平东将军、东扬州刺史、领会稽太守、豫章内史后，在与侯景作战时，举韦粲虽有柳仲礼大军照应但被侯景登高看见军情就遇袭败亡的例子，在石头城西横陇建立营寨。后来侯景篡位建立汉国，被王僧辩所败，谋士王伟想劝阻他出逃，他说了自己包括“破柳仲礼于南岸”在内的胜绩，说自己当初收降柳仲礼易如反掌，说这些都是王伟曾亲眼看到的。
柳仲礼在南梁官终左仆射，入西魏后被任为侍中、开府仪同三司，封襄阳侯，北周建立后回到河东祖籍安家，卒年不详。

## 家庭
子柳玄，西魏黄门侍郎、穰县开国伯，北周昌城、盐亭二郡守，隋魏郡太守、迁州刺史，进爵为公。柳玄子唐光州定城县令柳凯，娶裴氏，长子柳颖达。柳仲礼另一子柳彧，隋御史治书。

## 评价
柳仲礼在《哀江南赋》中被大段描绘，庾信以“申子奋发，勇气咆勃。实总元戎，身先士卒。胄落鱼门，兵填马窟。屡犯通中，频遭刮骨。功业夭枉，身名埋没。”突出了仲礼先勇武后怯懦、失节的变化。这是由于柳仲礼在侯景之乱前斗志昂扬，自以为是豪杰，而与侯景交战后，却表现得与之前反差极大。庾信给他的评价是“功业夭枉，身名埋没”。也有评论称侯景之乱“起于朱异，成于仲礼。”《南史》评价：“仲礼始终之际，其不副也何哉？岂应天方丧梁，不然，何斯人而有斯迹也。”指柳仲礼的行为如此名不副实，难道是上天要灭亡梁朝吗？